# Univers cinématographique Conjuring
 Pour plus de détails, voir Fiche technique et Distribution
L'univers cinématographique Conjuring ou L’univers de La Conjuration au Québec (The Conjuring Universe) est une franchise cinématographique principalement produite par New Line Cinema et The Safran Company et distribuée par Warner Bros.
La franchise, dont les productions font partie d'un univers partagé, démarre en 2013 avec Conjuring : Les Dossiers Warren de James Wan. Elle est partiellement basée sur des faits réels avec des films qui s'inspirent des affaires des chasseurs de fantôme Ed et Lorraine Warren, et d'autres mettant en scène des événements et des monstres purement fictifs, dont certains introduit dans la série principale.

## Films

### SérieConjuring
Il s'agit de la série principale. C'est la seule série de la franchise qui est basée partiellement sur des faits réels, s'inspirant des affaires des chasseurs de fantôme Ed et Lorraine Warren. Néanmoins, elle contient également des éléments de fiction, introduisant parfois des monstres ou histoires n'ayant pas étés traités par les Warren.

#### Conjuring: Les Dossiers Warren(2013)
En 1971, la famille Perron : Roger, Carolyn, et leurs cinq filles, emménagent dans une maison isolée du Rhode Island. La nouvelle maison bien qu'un peu vétuste semble parfaite pour leur famille nombreuse. Pourtant, peu de temps après, leur chien meurt brutalement et sans raison apparente. Des bruits de coups se font entendre dans la maison et leur fille, Cindy, est victime de violentes crises de somnambulisme. Le couple découvre également un passage qui descend à la cave, mais qui pour une raison inconnue a été condamné par les précédents propriétaires. Les événements paranormaux se déchaînent et sont bientôt si terrifiants que Carolyn appelle à l'aide les époux Warren. Devant l'ampleur des phénomènes, ceux-ci acceptent d'aider la famille et placent rapidement la maison sous étroite surveillance.

#### Conjuring 2: Le Cas Enfield(2016)
En 1977, le désormais célèbre couple de démonologues Ed et Lorraine Warren vient d'achever son enquête sur la maison d'Amityville. Très éprouvée par les horreurs dont elle a été témoin, la médium Lorraine Warren éprouve une nouvelle fois le besoin de mettre sa « carrière » en pause, et de s'en tenir avec son époux à un rôle de consultant. Pourtant, quelques mois plus tard, l'Église fait appel à eux pour aider une famille de la banlieue de Londres, les Hodgson, victimes dans leur maison de phénomènes paranormaux. Il devient rapidement clair que Janet, la plus jeune fille des Hodgson, est le centre de ces phénomènes paranormaux. Mais pour la première fois de sa carrière, Lorraine est incapable d'établir ou non la présence d'une entité démoniaque. L'enquête du couple s'oriente dans un premier temps vers l'ancien propriétaire de la maison, Bill Witkins, qui semble pouvoir prendre le contrôle de Janet. Mais cette explication ne convainc ni Lorraine Warren qui pressent quelque chose d'encore plus menaçant, ni la presse locale qui s'est emparée de l'affaire. Pour cette dernière, les Hodgson ont tout inventé.

#### Conjuring: Sous l'emprise du Diable(2021)
En 1981, après s'être battu pour protéger l'âme du petit David Glatzel, Ed et Lorraine Warren acceptent de défendre un meurtrier ayant sévi dans le Connecticut, Arne Cheyenne Johnson, parce que c'est celui qui les a aidé à conjurer le garçon. Mais lors de son procès, également connu sous le nom de l'affaire « The Devil Made Me Do It », on constate qu'il y a un manque flagrant de preuves l'innocentant, ce qui incite le couple à enquêter. Pourtant, bien que très aguerris, ils vont être très ébranlés par leurs différentes découvertes et basculeront dans le monde relativement méconnu de l'occultisme.

### SérieAnnabelle
Cette série s'inspire de la poupée Annabelle, une affaire de poupée possédée traitée par les Warren. La poupée est introduite dans la franchise dans la scène d'introduction de Conjuring : Les Dossiers Warren (2013). Néanmoins, la série est entièrement fictionnelle, mettant en scène des histoires inventée spécialement pour l'univers cinématographique.

#### Annabelle(2014)
En 1970, à Santa Monica, John Form, un médecin, présente à sa femme enceinte Mia une poupée de porcelaine vintage rare en cadeau pour leur premier enfant à placer dans une collection de poupées dans la crèche de leur fille. Cette nuit-là, le couple est perturbé par les bruits de leurs voisins d'à côté, les Higgins, qui ont été assassinés lors d'une invasion de domicile. Pendant que Mia appelle la police, elle et John sont attaqués par les assassins des Higgins. La police arrive et tue l'homme alors que la femme se suicide en se tranchant la gorge à l'intérieur de la nursery tout en tenant la poupée de porcelaine. Des reportages identifient les agresseurs comme la fille séparée depuis 2 ans du couple Higgins, Annabelle, et son petit ami non identifié, tous deux membres d'une secte. Dans les jours qui suivent l'attaque, une série d'activités paranormales se produisent autour de la résidence des Form.

#### Annabelle 2: La Création du mal(2017)
En 1946, le fabricant de poupées Samuel Mullins et sa femme Esther pleurent la perte de leur fille de sept ans, Annabelle, qui a été tuée dans un accident de voiture. 12 ans plus tard, en 1958, les Mullins ouvrent leur maison pour héberger Sœur Charlotte et six filles sans abri à la suite de la fermeture de leur orphelinat. Bien qu'on lui ait dit de ne pas entrer dans la chambre fermée à clé d'Annabelle, Janice, une jeune orpheline handicapée par la polio, se faufile dans la chambre, qui s'est mystérieusement déverrouillée. Elle trouve une clé du placard, où elle voit une étrange poupée en porcelaine. Cela libère involontairement un démon puissant, qui commence à terroriser les filles, montrant un intérêt particulier pour Janice.

#### Annabelle: La Maison du mal(2019)
Après avoir terrorisé un groupe de jeunes gens en 1971, la poupée maléfique Annabelle est maintenant en possession du couple Ed et Lorraine Warren, experts en démonologie. Sur le chemin du retour, ces derniers remarquent le pouvoir démoniaque que renferme la poupée, qui cherche rapidement à les attaquer. En 1972, alors qu'Annabelle est enfermée sous clé dans une vitrine bénie par un prêtre, les Warren s'absentent un week-end et laissent leur fille, Judy, seule avec sa baby sitter, Mary Ellen. Daniela, une amie, s'invite dans la maison et s'introduit dans la pièce interdite avec tous les objets démoniaques provenant des affaires sur lesquelles les Warren ont enquêté. Dans l'espoir de rentrer en contact avec son père décédé récemment, Daniela décide de libérer Annabelle de sa vitrine. Les trois jeunes filles vont alors passer une nuit d'horreur où la poupée Annabelle va prendre possession des divers artefacts démoniaques présents dans la maison...

### SérieLa Nonne
Cette série est centrée sur le personnage de Valak, un démon introduit dans Conjuring 2 : Le Cas Enfield (2016). Elle ne s'inspire pas d'une affaire réelle et est entièrement fictionnelle, le démon n'ayant jamais été le sujet de l'une des affaires des Warren.

#### La Nonne(2018)
Quand on apprend le suicide d'une jeune nonne dans une abbaye roumaine en 1952, la stupéfaction est totale dans l'Église catholique et le Vatican missionne donc aussitôt un prêtre au passé trouble et une sœur novice pour mener l'enquête, mais les deux ecclésiastiques doivent affronter une force maléfique, Valak le démon, qui bouscule leur foi et menace de détruire leur âme. Bientôt, l'abbaye est en proie à une lutte sans merci entre le bien et le mal.

#### La Nonne: La Malédiction de Sainte-Lucie(2023)
Lorsque des décès étranges se multiplient dans plusieurs pays en prenant leurs origines dans l'abbaye roumaine du premier film, un membre du Vatican demande à sœur Irène de s'occuper du démon Valak, car elle est la seule membre vivante de l'Église connaissant cet être.
Sœur Irène et une autre sœur partent à la recherche de ce démon en France où a eu lieu le dernier décès. Dans cette ville, Irène reçoit une vision la guidant sur ce que recherche le démon, les deux femmes consultent un bibliothécaire qui leur indique la relique recherchée et son emplacement ; une ancienne abbaye devenue une école et pensionnat pour jeunes filles à Aix-en-Provence.
Elles y vont, rencontrent Sophie et sa mère Kate ainsi que des pensionnaires et retrouvent Maurice surnommé « le Frenchie » possédé par le démon depuis le premier film.
Par la suite sœur Irène use de cette relique d'une manière spécifique pour éliminer le démon.
Lorsque le film finit, nous voyons le couple Warren prendre l'appel d'un homme de foi avec inquiétude.

### Autres films

#### Wolves at the Door(2016)
Quatre amis se réunissent dans une élégante maison pendant l’été de l’amour de 1969. À leur insu, des visiteurs mortels les attendent dehors. Ce qui commence comme une simple fête d’adieu se transforme en une nuit de terreur primitive. Les intrus traquent et tourmentent les quatre, qui luttent pour leur vie contre ce qui semble être une attaque d’un groupe de type Manson Family.

#### La Malédiction de la dame blanche(2019)
Los Angeles, années 1973. La Dame Blanche hante la nuit… et les enfants. Ignorant les avertissements d'une mère soupçonnée de violence sur mineurs, une assistante sociale et ses enfants sont projetés dans un monde surnaturel des plus effrayants. Pour espérer survivre à la fureur mortelle de la Dame Blanche, leur seul recours est un prêtre désabusé et ses pratiques mystiques destinées à repousser les forces du mal… à la frontière où la peur et la foi se rencontrent… Méfiez-vous de ses pleurs glaçants… Elle est prête à tout pour vous entraîner vers les ténèbres. Car sa douleur ne connaît pas de répit – son âme tourmentée n'a pas droit au repos. Et il n'existe aucun moyen d'échapper à la malédiction de la Dame Blanche.

## Fiche technique
|                                 |                               | Films                        | Films                            | Films                                      | Films                             | Films                              | Films                                | Films                                     | Films                                  | Films                              | Films                     |
| Conjuring : Les Dossiers Warren | Annabelle                     | Conjuring 2 : Le Cas Enfield | Annabelle 2 : La Création du mal | La Nonne                                   | La Malédiction de la dame blanche | Annabelle : La Maison du mal       | Conjuring : Sous l'emprise du Diable | La Nonne : La Malédiction de Sainte-Lucie | Conjuring : L'Heure du jugement        |                                    |                           |
| ------------------------------- | ----------------------------- | ---------------------------- | -------------------------------- | ------------------------------------------ | --------------------------------- | ---------------------------------- | ------------------------------------ | ----------------------------------------- | -------------------------------------- | ---------------------------------- | ------------------------- |
| Titre original (si différent)   | Titre original (si différent) | The Conjuring                |                                  | The Conjuring 2                            | Annabelle: Creation               | The Nun                            | The Curse of La Llorona              | Annabelle Comes Home                      | The Conjuring: The Devil Made Me Do It | The Nun 2                          | The Conjuring: Last Rites |
| Réalisation                     | Réalisation                   | James Wan                    | John R. Leonetti                 | James Wan                                  | David F. Sandberg                 | Corin Hardy                        | Michael Chaves                       | Gary Dauberman                            | Michael Chaves                         | Michael Chaves                     | Michael Chaves            |
| Histoire                        |                               |                              |                                  | James Wan                                  |                                   | James Wan                          |                                      | James Wan                                 | James Wan                              |                                    |                           |
| Histoire                        | Scénario                      | Chad Hayes et Carey W. Hayes | Gary Dauberman                   | Chad Hayes et Carey W. Hayes               | Gary Dauberman                    | Gary Dauberman                     | Mikki Daughtry et Tobias Iaconis     | Gary Dauberman                            | David Leslie Johnson-McGoldrick        | Akela Cooper                       |                           |
|                                 | Scénario                      |                              |                                  | James Wan, David Leslie Johnson-McGoldrick |                                   |                                    |                                      |                                           |                                        | Ian Goldberg, Richard Naing        |                           |
| Production                      | Production                    | Tony DeRosa-Grund            | James Wan                        | James Wan                                  | James Wan                         | James Wan                          | James Wan                            | James Wan                                 | James Wan                              | James Wan                          |                           |
| Production                      | Production                    | Peter Safran                 | Peter Safran                     | Peter Safran                               | Peter Safran                      | Peter Safran                       | Gary Dauberman et Emile Gladstone    | Peter Safran                              | Peter Safran                           | Peter Safran                       |                           |
| Production                      | Production                    | Rob Cowan                    |                                  | Rob Cowan                                  |                                   |                                    |                                      |                                           |                                        |                                    |                           |
| Dates de sortie                 | Dates de sortie               | 15 juillet 2013 21 août 2013 | 3 octobre 2014 8 octobre 2014    | 10 juin 2016 29 juin 2016                  | 11 août 2017 9 août 2017          | 7 septembre 2018 19 septembre 2018 | 19 avril 2019 17 avril 2019          | 28 juin 2019 10 juillet 2019              | 4 juin 2021 9 juin 2021                | 8 septembre 2023 13 septembre 2023 |                           |

## Distribution et personnages récurrents
| Personnages                             | Films                                           | Films                                                             | Films                                           | Films                                            | Films                                                                         | Films                                    | Films                               | Films                                       | Films                                            |
| Personnages                             | Conjuring : Les Dossiers Warren (2013)          | Annabelle (2014)                                                  | Conjuring 2 : Le Cas Enfield (2016)             | Annabelle 2 : La Création du mal (2017)          | La Nonne (2018)                                                               | La Malédiction de la dame blanche (2019) | Annabelle : La Maison du mal (2019) | Conjuring : Sous l'emprise du Diable (2021) | La Nonne : La Malédiction de Sainte-Lucie (2023) |
| --------------------------------------- | ----------------------------------------------- | ----------------------------------------------------------------- | ----------------------------------------------- | ------------------------------------------------ | ----------------------------------------------------------------------------- | ---------------------------------------- | ----------------------------------- | ------------------------------------------- | ------------------------------------------------ |
| Edward "Ed" Warren                      | Patrick Wilson                                  | (juste un caméo vocal)                                            | Patrick Wilson                                  |                                                  | (images d'archives des films)                                                 |                                          | Patrick Wilson                      | Patrick Wilson                              |                                                  |
| Lorraine Warren                         | Vera Farmiga                                    |                                                                   | Vera Farmiga                                    |                                                  | (images d'archives des films)                                                 |                                          | Vera Farmiga                        | Vera Farmiga                                |                                                  |
| Judy Warren                             | Sterling Jerins                                 |                                                                   | Sterling Jerins                                 |                                                  | (images d'archives des films)                                                 |                                          | Mckenna Grace                       | Sterling Jerins                             |                                                  |
| Drew Thomas                             | Shannon Kook-Chun                               |                                                                   | Shannon Kook-Chun                               |                                                  |                                                                               |                                          |                                     | Shannon Kook-Chun                           |                                                  |
| le Père Gordon                          | Steve Coulter                                   |                                                                   | Steve Coulter                                   |                                                  |                                                                               |                                          | Steve Coulter                       | Steve Coulter                               |                                                  |
| le Père Perez                           |                                                 | Tony Amendola                                                     |                                                 |                                                  |                                                                               | Tony Amendola                            |                                     |                                             |                                                  |
| le démon d'Annabelle                    |                                                 | Joseph Bishara                                                    |                                                 | Joseph Bishara                                   |                                                                               |                                          | Alexander Ward                      |                                             |                                                  |
| le démon d'Annabelle                    | (juste représenté par la poupée)                | (juste représenté par la poupée)                                  | (juste représenté par la poupée)                | (juste représenté par la poupée)                 |                                                                               | (juste représenté par la poupée)         | (juste représenté par la poupée)    | (juste représenté par la poupée)            |                                                  |
| Annabelle "Bee" Mullins                 |                                                 | Keira Daniels (encore connue comme étant Annabelle Higgins jeune) |                                                 | Samara Lee                                       |                                                                               |                                          | Samara Lee                          |                                             |                                                  |
| Annabelle Higgins "anciennement" Janice |                                                 | Tree O'Toole (adulte)                                             |                                                 | Talitha Bateman (enfant)et Tree O'Toole (adulte) |                                                                               |                                          | Tree O'Toole (adulte)               |                                             |                                                  |
| Mia Form                                |                                                 | Annabelle Wallis                                                  |                                                 | Annabelle Wallis                                 |                                                                               |                                          |                                     |                                             |                                                  |
| John Form                               |                                                 | Ward Horton                                                       |                                                 | Ward Horton                                      |                                                                               |                                          |                                     |                                             |                                                  |
| Sharon Higgins                          |                                                 | Kerry O'Malley                                                    |                                                 | Kerry O'Malley                                   |                                                                               |                                          |                                     |                                             |                                                  |
| Pete Higgins                            |                                                 | Brian Howe                                                        |                                                 | Brian Howe                                       |                                                                               |                                          |                                     |                                             |                                                  |
| le démon Valak / La Nonne               |                                                 |                                                                   | Bonnie Aarons                                   | Bonnie Aarons                                    | Bonnie Aarons                                                                 |                                          |                                     |                                             | Bonnie Aarons                                    |
| Frenchie / Maurice Theriault            | Christof Veillon (images d'archives des Warren) |                                                                   | Christof Veillon (images d'archives des Warren) |                                                  | Jonas Bloquet (plus jeune) et Christof Veillon (images d'archives des Warren) |                                          |                                     |                                             | Jonas Bloquet (plus jeune)                       |
| Sœur Irène                              |                                                 |                                                                   |                                                 |                                                  | Taissa Farmiga                                                                |                                          |                                     |                                             | Taissa Farmiga                                   |

## Chronologie
Chronologique filmique
| Film                                     | Année de l'histoire | Année de sortie |
| ---------------------------------------- | ------------------- | --------------- |
| La Nonne                                 | 1952                | 2018            |
| La Nonne: la Malédiction de Sainte-Lucie | 1956                | 2023            |
| Annabelle 2 : la Création du Mal         | 1958                | 2017            |
| Annabelle                                | 1967                | 2014            |
| Wolves at the Door                       | 1969                | 2016            |
| Conjuring : Les Dossiers Warren          | 1971                | 2013            |
| Annabelle 3 : La Maison du mal           | 1972                | 2019            |
| La Malédiction de la dame blanche        | 1973                | 2019            |
| Conjuring 2 : Le Cas Enfield             | 1977                | 2016            |
| Conjuring : Sous l'emprise du Diable     | 1981                | 2021            |
| Conjuring : L'Heure du jugement          | 1986                | 2025            |

## Box-office
| Film                                      | Recettes américaines | Recettes françaises              | Recettes mondiales | Budget        | Référence |
| ----------------------------------------- | -------------------- | -------------------------------- | ------------------ | ------------- | --------- |
| Conjuring : Les Dossiers Warren           | 137 400 141 $        | 9 877 497 $ (1 163 218 entrées)  | 320 406 242 $      | 20 000 000 $  | [ 1 ]     |
| Annabelle                                 | 84 273 813 $         | 12 143 512 $ (1 538 114 entrées) | 257 589 721 $      | 6 500 000 $   | [ 2 ]     |
| Conjuring 2 : Le Cas Enfield              | 102 470 008 $        | 11 200 000 $ (1 470 179 entrées) | 321 834 351 $      | 40 000 000 $  | [ 3 ]     |
| Annabelle 2 : La Création du mal          | 102 092 201 $        | 10 600 000 $ (1 232 440 entrées) | 306 515 884 $      | 15 000 000 $  | [ 4 ]     |
| La Nonne                                  | 117 450 119 $        | 10 806 345 $ (1 394 105 entrées) | 365 582 797 $      | 22 000 000 $  | [ 5 ]     |
| La Malédiction de la dame blanche         | 54 733 739 $         | 6 900 000 $ (805 476 entrées)    | 123 133 739 $      | 9 000 000 $   | [ 6 ]     |
| Annabelle : La Maison du mal              | 74 152 591 $         | 8 100 000 $ (951 245 entrées)    | 231 252 591 $      | 27 000 000 $  | [ 7 ]     |
| Conjuring : Sous l'emprise du Diable      | 64 224 540 $         | 15 197 881 $ (1 825 775 entrées) | 206 401 480 $      | 39 000 000 $  | [ 8 ]     |
| La Nonne : La Malédiction de Sainte-Lucie | 86 267 073 $         | 1 342 938 $ (1 149 099 entrées)  | 268 067 073 $      | 38 500 000 $  |           |
| Totaux                                    | 738 790 412 $        | 86 168 905 $ (9 703 876 entrées) | 2 400 583 878 $    | 217 000 000 $ |           |